# Mayen
Mayen település Németországban, Rajna-vidék-Pfalz tartományban. Lakosainak száma 19 882 fő (2023. december 31.).

## Népesség
A település népességének változása:
| Lakosok száma | 21 018 | 19 116 | 19 144 | 19 335 | 19 708 | 19 882 |
|               | 1975   | 2017   | 2019   | 2021   | 2022   | 2023   |